# Kerikeri
Kerikeri (en maori : kɛɾikɛɾi) est une ville néo-zélandaise située dans le district du Far North au Northland. Fondée en 1819 par la Church Mission Society, elle accueille plusieurs bâtiments parmi les plus anciens de Nouvelle-Zélande.

## Géographie
Kerikeri est située dans l'extrême nord de l'île du Nord, en Nouvelle-Zélande, au nord-ouest de la baie des Îles. C'est à cet endroit que le fleuve Kerikeri se jette dans la baie, rattachée à l'Océan Pacifique.
Administrativement, Kerikeri est rattachée au district du Far North, dans la région du Northland.
La ville est desservie par l'aéroport de Kerikeri (en), à une dizaine de minutes du centre-ville. L'aéroport, qui porte aussi le nom touristique d'« aéroport de la baie des Îles », est relié à celui d'Auckland jusqu'à cinq fois par jour pour le transport de passagers.

## Toponymie
Kororipo, premier nom donné au site, signifie les « eaux tourbillonnantes ».
Kerikeri fait de son côté référence à l'idée de « creuser avec répétition », notamment dans un contexte agricole. La ville doit probablement son nom au fleuve éponyme.

## Histoire

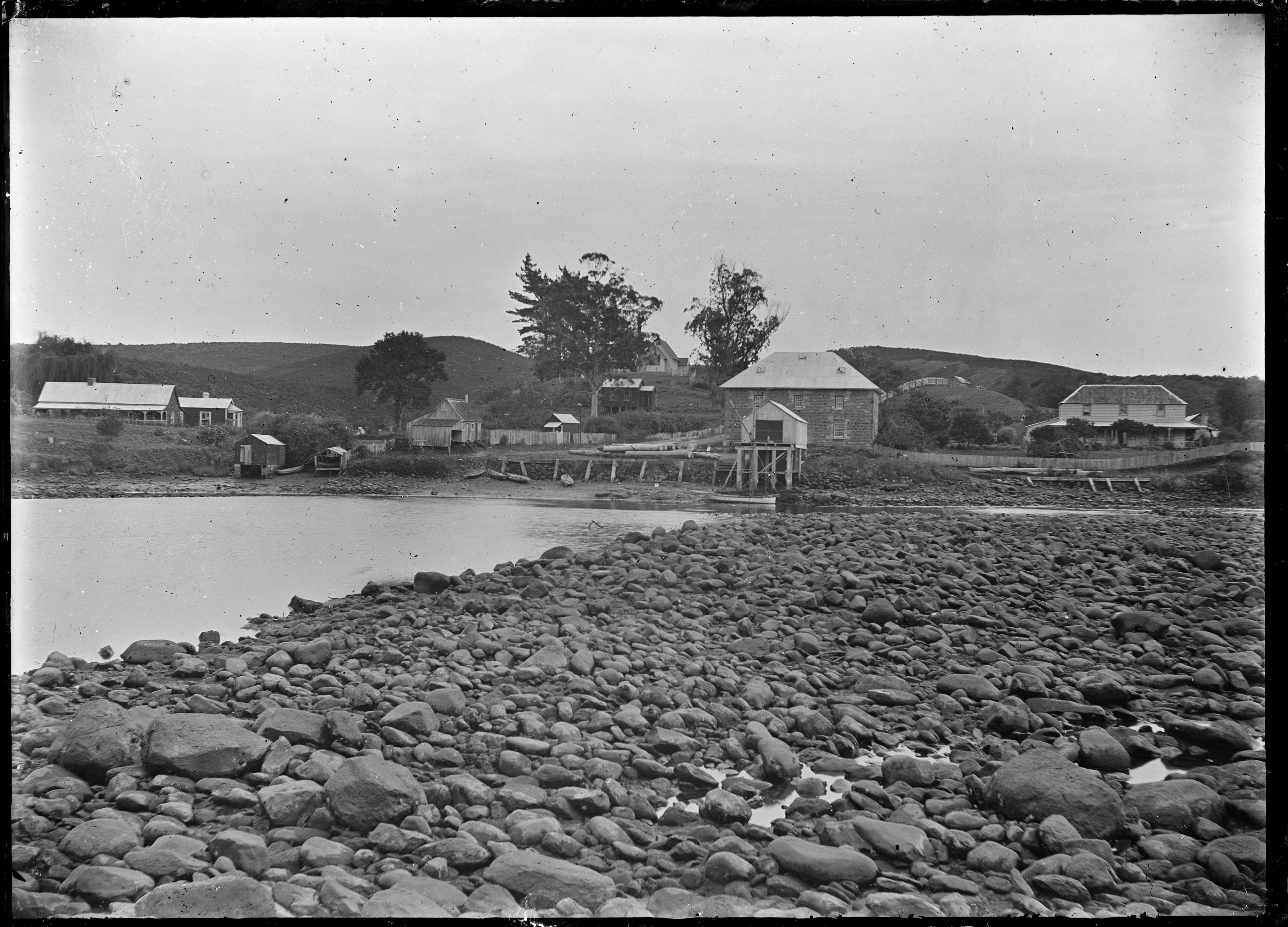
Kerikeri en 1912.

Avant l'arrivée des Européens, la région est habitée par les Maoris. Kerikeri se trouve en effet sur une route entre la baie des Îles — accès à l'Océan Pacifique — et les plaines densément peuplées de Taiamai, au sud-ouest. Pendant cinq siècles, le site de Kerikeri-Kororipo est ainsi un important lieu d'échanges. En particulier, on y trouve une forteresse qui sert de résidence au chef de la tribu Ngapuhi.
En 1819, le missionnaire Samuel Marsden fonde une colonie de la Church Mission Society à Kerikeri, sous la protection du chef de guerre ngapuhi Hongi Hika. Il s'agit du deuxième établissement de la mission protestante en Nouvelle-Zélande. Les échanges, commerciaux et culturels, sont nombreux entre la colonie et le village maori de Kororipo, qui compte alors une soixantaine de maisons. Au milieu du XIXe siècle, la Church Mission Society délaisse Kerikeri, qui ne reste qu'un poste de traite.
Au XXIe siècle, l'économie locale est principalement tournée vers le tourisme et l'agriculture.

## Démographie
Kerikeri regroupe trois zones statistiques : Kerikeri Central, Kerikeri South et Riverview.
Selon le recensement de 2018, Kerikeri Central compte 2 502 habitants, Kerikeri South 2 553 et Riverview 2 109, soit un total de 7 164 habitants,,.
Parmi les habitants de Kerikeri, 1 248 sont Maoris (soit 17,4 % de la population). Dans les trois zones, plus de 96 % de la population parle l'anglais. Environ 3 % des habitants parle maori à Kerikeri South et Riverwiew ; ce chiffre monte à 6,6 % à Kerikeri Central. C'est inférieur au reste du district du Far North où 15,8 % de la population pratique le maori,,.
Une majorité de la population se déclare sans religion, avec une forte minorité de chrétiens (33 à 38 %),,.
| 2006  | 2013  | 2018  |
| ----- | ----- | ----- |
| 5 490 | 6 015 | 7 164 |

## Patrimoine
Kerikeri accueille plusieurs bâtiments parmi les plus anciens de Nouvelle-Zélande (Mission House, Stone Store et Kororipo Pā). Ceux-ci font partie de l'« arrondissement historique de Kerikeri Basin », inscrit depuis 2007 sur la liste indicative du patrimoine mondial par la Nouvelle-Zélande. À l'embouchure du fleuve Kerikeri, cet arrondissement forme un exemple unique de contact entre les Maoris et les missionnaires chrétiens au début du XIXe siècle. En 2015, les propriétés publiques du site forment le Kororipo Heritage Park, géré par le Ministère de la Conservation, le conseil du district du Far North, Heritage New Zealand et une association maorie.
La Mission House de Kerikeri (aussi appelée Kemp House) est considérée comme le plus ancien édifice du pays,. Elle est édifiée entre 1821 et 1822 par des Maoris et des missionnaires de la Church Mission Society, pour le révérend John Butler. Il s'agit d'une maison de deux étages, construite en bois dans un style georgien assez simple. James Kemp, marchand et forgeron, occupe cette maison lors de la construction du Stone Store voisin. Sa véranda, initialement fermée, est ouverte par James Kemp dans les années 1840. Les descendants de Kemp restent propriétaires de la maison jusqu'en 1974, lorsque Ernest Kemp fait don de la Mission House à l'organisme national de protection des bâtiments historiques.
Stone Store, littéralement la « boutique de pierre », est le plus ancien bâtiment en pierre de Nouvelle-Zélande et le plus ancien bâtiment commercial du pays,. Le Stone Store est construit entre 1832 et 1836 dans un style georgien, à partir de basalte local et de grès importé d'Australie. Composé de deux étages surmontés d'une mansarde, il s'agit à l'origine d'un entrepôt de la Church Mission Society. Situé à proximité de la côte, il permettait notamment de stocker les produits importés. En 1893, le bâtiment est vendu par la Church Mission Society à la famille Kemp. Par la suite, il change souvent d'affectation : école, poste et boutique.
L'église anglicane Saint-James est construite en 1878, en bois, dans un style néogothique. Sa première messe est célébrée en décembre 1878, en maori. L'édification de l'église, qui se trouve sur un promontoire dominant la Mission House et le Stone Store, s'insère dans un mouvement de construction d'églises anglicanes dans le Northland à la fin du XIXe siècle.
De l'autre côté du fleuve, se trouve Kororipo Pā, site d'une ancienne forteresse maorie dominant la crique de Kerikeri. En 1970, pour empêcher l'étalement urbain de Kerikeri, des activistes locaux décident de recréer à côté de Kororipo Pā un ancien village de pêcheurs maoris du XVIIIe siècle. Le site est appelé Rewa's Village, mais tombe en désuétude. En 2020, il est transformé en centre culturel maori et renommé Te Ahurea.

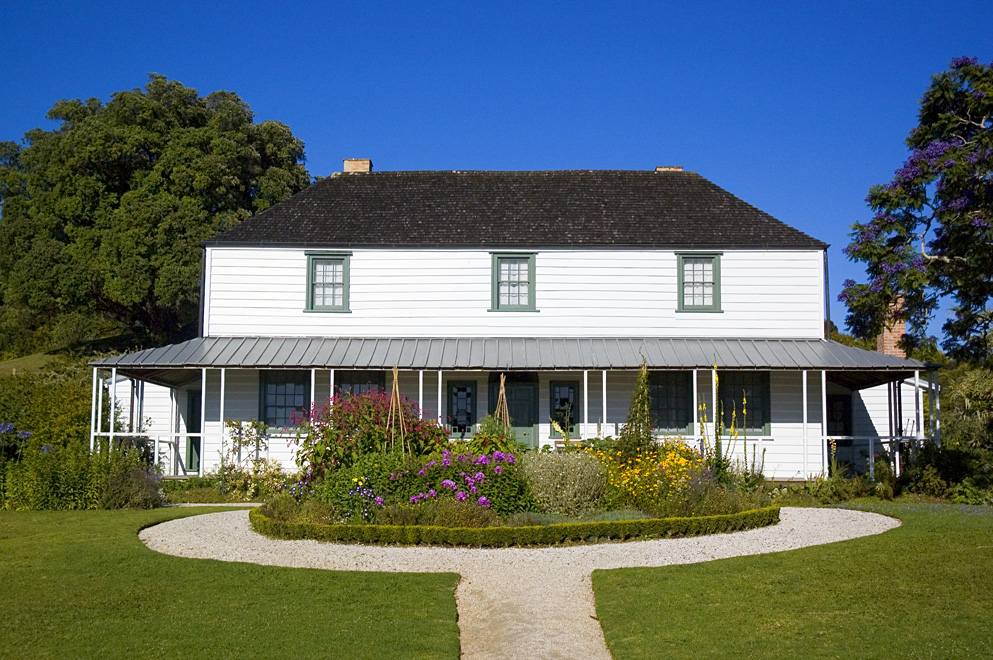
La Mission House.
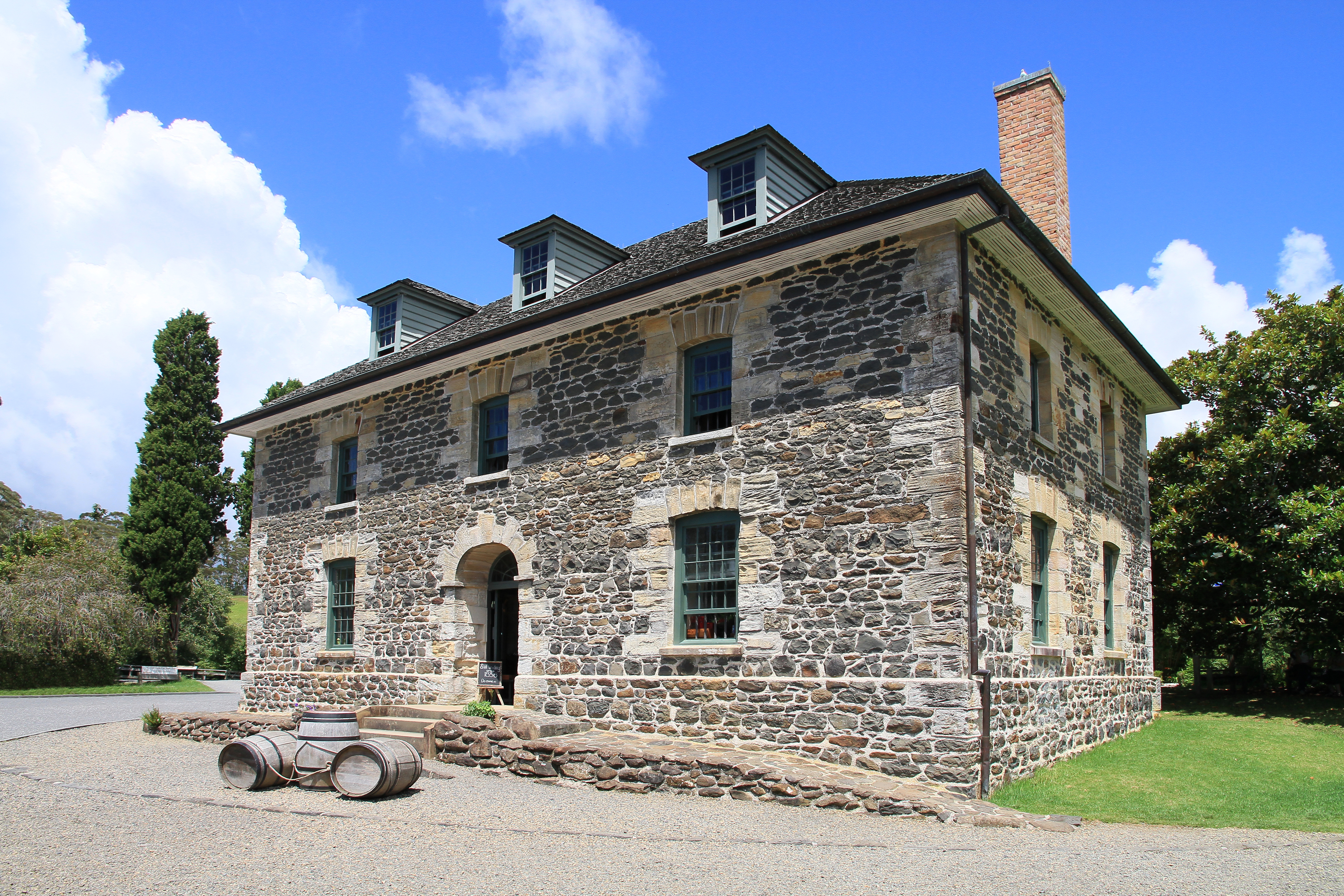
Le Stone Store.
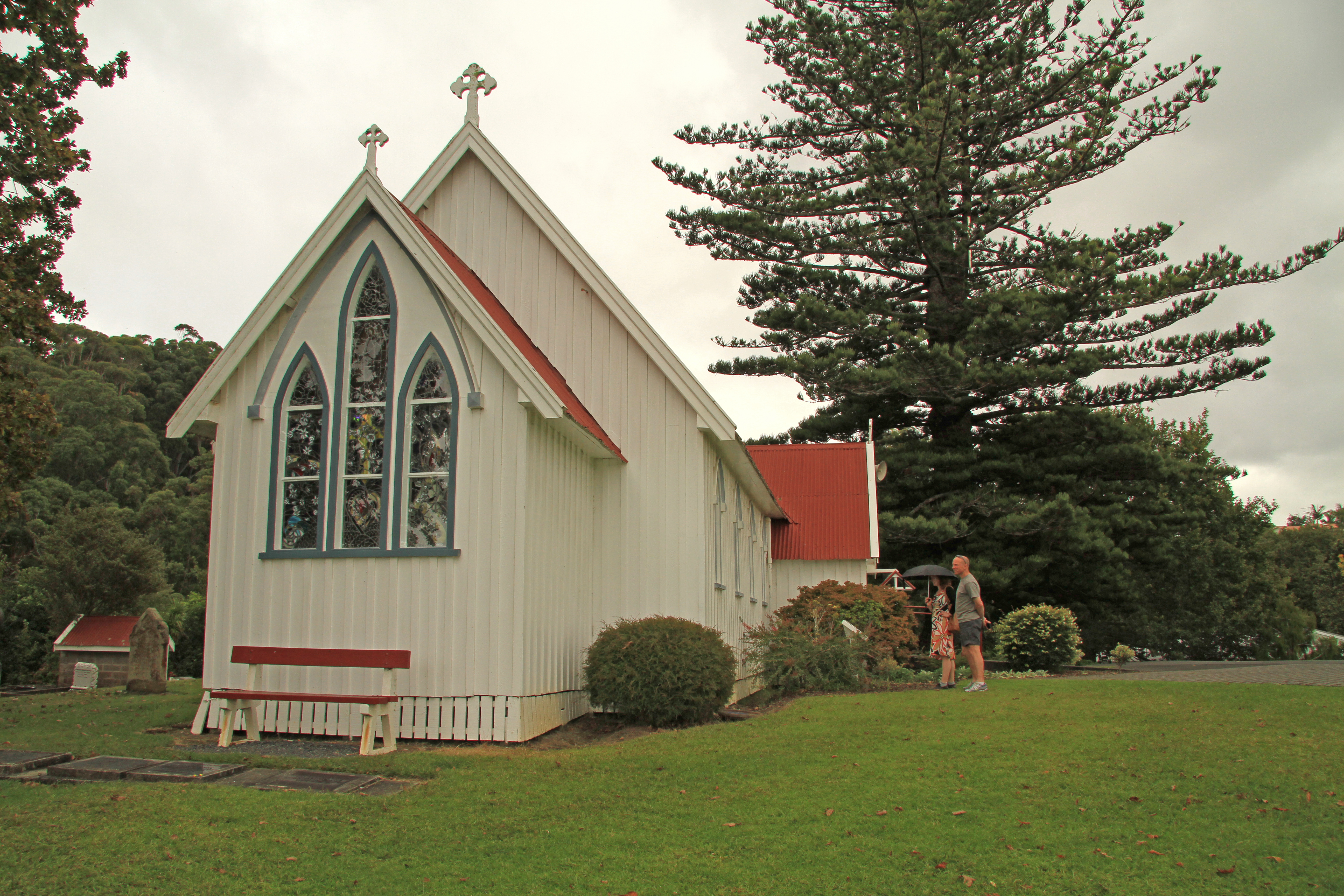
L'église Saint-James.
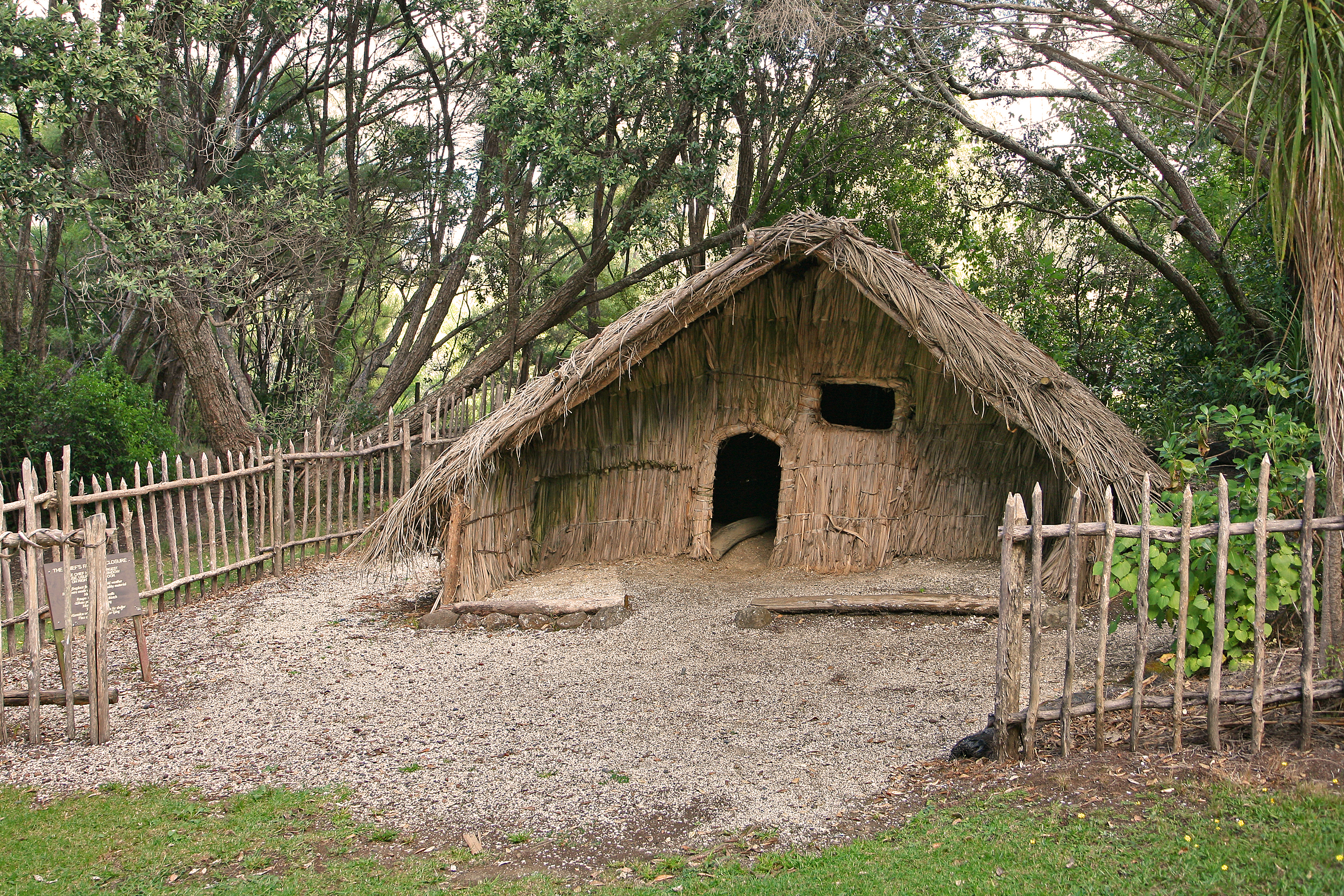
L'ancien Rewa's Village (Te Ahurea).